# Trichoplusia gorilla
Trichoplusia gorilla là một loài bướm đêm trong họ Noctuidae.